# UNLIMITED ∞
『UNLIMITED ∞』（アンリミテッド むげんだい）は、2009年3月25日にジェネオン・ユニバーサルから発売されたアルバム。

## 概要
テレビアニメ『絶対可憐チルドレン』のエンディングテーマを歌っている兵部京介、皆本光一、賢木修二のアルバム。劇中で兵部京介、皆本光一、賢木修二役を演じる遊佐浩二、中村悠一、谷山紀章が歌っている。
ジャケットには原作者椎名高志による兵部京介、皆本光一、賢木修二のイラストが描かれている。
初回生産分には、絶対可憐チルドレンの2009年6月7日に行われたイベント応募券とジャケットイラスト絵柄オリジナルマウスパッドが同梱された。トラックとトラックの間には、キャラクターによるセリフが収録されている。

## 収録曲
1. Dialogue "Prologue" [1:41]
2. UNLIMITED 〜∞〜 [4:21]
作詞：六ツ見純代、作曲・編曲：増田武史（eyelis）
3. Dialogue "Memories" [1:14]
4. ADVENT [4:21]
作詞：六ツ見純代、作曲：前口渉（eyelis）、編曲：増田武史（eyelis）
兵部京介 starring 遊佐浩二のソロ曲
5. Dialogue "The present" [1:21]
6. UNLIMITED 〜∞〜 reloaded [4:35]
作詞：六ツ見純代、作曲・編曲：増田武史（eyelis）
賢木修二 starring 谷山紀章のソロ曲
7. Dialogue "Far away hope" [1:26]
8. Wishing [4:12]
作詞・作曲・編曲：増田武史（eyelis）
皆本光一 starring 中村悠一のソロ曲
9. Dialogue "Showdown" [1:30]
10. Break+Your+Destiny [4:42]
作詞：六ツ見純代、作曲：渡辺翔、編曲：増田武史（eyelis）
テレビアニメ『絶対可憐チルドレン』エンディングテーマ
11. Dialogue "Epilogue"